# Sala Sarbini
La Sala Sarbini (en indonesio: Balai Sarbini) es una sala de conciertos situada en el centro de Yakarta la capital del país asiático de Indonesia. Esta justo al lado de un centro comercial, llamado Plaza Semanggi. Además está cerca de hoteles cinco estrellas, complejos de apartamentos y el distrito central de negocios de Yakarta. Algunos eventos famosos que a menudo se celebran en Balai Sarbini incluyen por ejemplo Indonesian Idol que se ha realizado en el lugar desde la primera temporada hasta la quinta. Otros eventos populares en el país como Gebyar, BCA Mamamia también se han celebrado en el complejo.